# Slavoj Žižek
Slavoj Žižek (Ljubljana, 21 maart 1949) is een Sloveense socioloog, filosoof, psychoanalyticus, communist en cultuurcriticus.
Žižek is bekend vanwege het feit dat hij de theorieën van Jacques Lacan en Hegel gebruikt om de postmoderne populaire cultuur te interpreteren; hij combineert deze analyse met zijn marxistische achtergrond in een cultuur- en maatschappijkritiek van het laatkapitalisme, gepresenteerd in een humoristische en provocatieve stijl. In zijn geschriften, lezingen en interviews neemt hij naast de consumentencultuur ook de liberale academische consensus en politieke correctheid op de hak. Commentators noemen zijn stijl daarom soms "Hegelo-Lacaniaans".
Žižeks flamboyante persoonlijkheid en polemische stijl leverde hem een hele reeks aan bijnamen op, waaronder 'de Elvis van cultuurtheorie' en 'het denkbeest uit Ljubljana'.

## Leven
Žižek werd geboren in het toenmalige Joegoslavië, in een gezin uit de middenklasse. Hij wilde aanvankelijk econoom worden, maar studeerde uiteindelijk filosofie in Ljubljana en psychoanalyse in Parijs aan de universiteit Paris 8, Vincennes-Saint-Denis. In 1990 was hij presidentskandidaat namens de partij Liberale Democratie van Slovenië. Momenteel is Žižek hoogleraar aan de European Graduate School en sociologisch onderzoeker in Ljubljana.

## Werk
Žižek baseert zijn filosofie voornamelijk op drie voorgangers: Georg Wilhelm Friedrich Hegel, Karl Marx en Jacques Lacan. Hij neemt van Hegel de dialectische methode over, hoewel hij deze anders interpreteert dan gebruikelijk is. Aan Marx ontleent hij het belang van een politiek doel voor zijn filosofie: een radicale kritiek van het kapitalisme. Bij Lacan tot slot vindt Žižek de theorie die een analyse van zijn voornaamste onderwerpen, populaire cultuur en ideologie, mogelijk maakt.

### Filosofische grondslag
In Žižeks interpretatie van Hegels dialectiek komen de drie termen waarin deze vaak wordt samengevat, these/antithese/synthese, overeen met de drie ordes uit Lacans begrippenapparaat, als volgt:
- De reële orde is het domein van de antithese, waarin tegenstellingen bestaan;
- de symbolische orde is het domein van de these, omdat hier ordening wordt aangebracht in de chaos van het reële;
- de imaginaire orde tot besluit is het domein van de synthese, het samengaan van these en antithese.

Hieruit volgt al dat voor Žižek de synthese slechts bestaat in het verlangen, dat nooit volledig gerealiseerd kan worden. De (reële) wereld bestaat uit tegenstellingen, regels met uitzonderingen, onvolmaaktheden waartegen het subject strijdt door ze in te voegen in de symbolische orde, zonder dat ze werkelijk worden 'opgelost'.

### Sociaal en politiek denken
In zijn denken over de maatschappij gaat Žižek ervan uit dat we een postmodern tijdperk zijn ingetreden, waarbij hij losjes Jamesons stellingname volgt: het postmodernisme is de culturele reactie op een nieuw stadium in de sociaaleconomische verhoudingen, het laatkapitalisme.
De postmoderne maatschappij heeft haar geloof verloren in grotere verbanden zoals in een expliciete ideologie, in gezag, religie, traditie, enz. In de terminologie van Lacan is de 'grote Ander' (met een hoofdletter), de overkoepelende rechtvaardiging van de maatschappelijke orde, dood. Dit leidt volgens Žižek tot maatschappelijke desintegratie. Als progressief denker betreurt hij niet iedere breuk met tradities, maar hij signaleert een aantal interessante, dan wel zorgwekkende gevolgen van het ontbreken van een maatschappelijk kader. Hij vergelijkt dit ontbreken van een kader met de onvolmaakte uitdrukkingskracht die men heeft in een taal waarvan men de grammatica (het kader) niet kent. Op psychoanalytisch vlak duidt hij de gevolgen als paranoia: scepsis tegenover instituties gekoppeld aan complottheorieën, die veel voorkomen in de hedendaagse literatuur en film.
Žižek meent verder dat de westerse wereld postpolitiek is geworden: de politiek is verworden tot het beheer van het kapitalisme door professionals en de werkelijke politieke tegenstellingen worden genegeerd of bestempeld als 'culturele verschillen'. De postmoderne ideologie werkt als een effectieve vorm van censuur, maar niet door verboden te stellen. Integendeel: juist de ultieme keuzevrijheid die mensen in deze tijd beleven maakt hen onvrij. De keuze wordt verkeerd voorgesteld: Žižek geeft het voorbeeld van de keuze tussen fundamentalisme en liberale parlementaire democratie, die als enig geldige uitkomst de keuze voor het parlementaire systeem heeft.

## Kritiek
Kritieken op Žižeks werk kunnen ruwweg in twee domeinen verdeeld worden: zijn gebrek aan een alternatief of programma voor zijn opzegging van de hedendaagse sociale, politieke en economische regelingen, en zijn nonchalance bij zijn argumentatie. Volgens John Gray en John Holbo gaan zijn argumenten vaak tegen historische feiten in, wat ze meer provocatief dan inzichtrijk maakt.